# Fédération d'Asie de baseball
Pour les articles homonymes, voir BFA.
La Fédération d'Asie de baseball (Baseball Federation of Asia ou BFA) est la fédération continentale gérant le baseball en Asie. Elle est reconnue par la Fédération internationale de baseball (IBAF).

## Histoire
La BFA est créée en 1954 à l'occasion des deuxièmes Jeux asiatiques disputés à Manille aux Philippines. La Corée du Sud, le Japon, Taïwan et les Philippines organisent un comité ayant pour but d'officialiser la naissance de la Fédération. Elle voit le jour le 7 mai 1954. Le premier président est le philippin Charles Chick Parsons.
La fédération suspend son activité en 1975 après les onzièmes Championnats d'Asie pendant huit années. En 1980, sous le règne de la FEMBA (aujourd'hui IBAF), les dirigeants de la BFA songent même à démanteler l'organisation.
En 1982, la Chine rejoint l'organisation et les officiels accordent à Séoul l'organisation des douzièmes championnats d'Asie en 1983. La Corée du Nord participe à ses premiers championnats en 1995 en Australie, dix ans après la Chine.
Le Myanmar devient le vingtième membre de la BFA en 2005 lors d'un congrès à Lausanne en Suisse. Le Cambodge en 2008 puis l'Irak en 2009 sont les derniers membres à se joindre à la Fédération.
En 2011, la BFA compte 23 membres et est dirigée par le coréen Kang Seung-Kyoo.

## Nations membres
| - Afghanistan - Brunei - Cambodge - Chine - Corée du Nord - Corée du Sud - Hong Kong - Inde | - Indonésie - Iran - Irak - Japon - Kazakhstan - Malaisie - Mongolie - Myanmar | - Ouzbékistan - Pakistan - Philippines - Singapour - Sri Lanka - Thaïlande |

## Classement mondial
La dernière publication du classement mondial de l'IBAF le 1er septembre 2010 voit la Corée du Sud, le Japon et Taïwan occuper respectivement les 3e, 4e et 5e positions, preuve de la compétitivité des nations asiatiques sur le plan mondial. Le fossé se creuse cependant assez vite avec les autres nations du continent.
Seules quinze sélections de la BFA ont participé à des compétitions IBAF et figurent au classement.
| Rang BFA | Rang IBAF | Équipe       | Points |
| -------- | --------- | ------------ | ------ |
| 1        | 3         | Corée du Sud | 811.34 |
| 2        | 4         | Japon        | 799.74 |
| 3        | 5         | Taïwan       | 524.36 |
| 4        | 15        | Chine        | 103.48 |
| 5        | 18        | Thaïlande    | 67.71  |
| 6        | 23        | Philippines  | 47.83  |
| 7        | 25        | Pakistan     | 35.25  |
| 8        | 26        | Hong Kong    | 33.42  |
| 9        | 31        | Indonésie    | 21.00  |
| 10       | 40        | Sri Lanka    | 8.50   |
| 11       | 45        | Myanmar      | 5.75   |
| 12       | 49        | Afghanistan  | 3.75   |
| 13       | 56        | Malaisie     | 2.25   |
| 14       | 62        | Cambodge     | 1.38   |
| 15       | 65        | Mongolie     | 1.00   |